# Cleveland Browns 1975
La stagione 1975 dei Cleveland Browns è stata la 26ª della franchigia nella National Football League. La squadra concluse con un record di 3-10, terminando quarta nella AFC Central division e mancando l'accesso ai playoff per il terzo anno consecutivo. Fu la prima volta in trent'anni di esistenza che il club terminò con un record negativo per due stagioni consecutive.

## Calendario
| Stagione regolare |              |                        |           |        |                                 |          |         |
| Turno             | Data         | Avversario             | Risultato | Record | Stadio                          | Pubblico | Sintesi |
| 1                 | 21 settembre | at Cincinnati Bengals  | S 17–24   | 0–1    | Riverfront Stadium              | 52,874   | Recap   |
| 2                 | 28 settembre | Minnesota Vikings      | S 10–42   | 0–2    | Cleveland Municipal Stadium     | 68,064   | Recap   |
| 3                 | 5 ottobre    | Pittsburgh Steelers    | S 6–42    | 0–3    | Cleveland Municipal Stadium     | 73,595   | Recap   |
| 4                 | 12 ottobre   | Houston Oilers         | S 10–40   | 0–4    | Cleveland Municipal Stadium     | 46,531   | Recap   |
| 5                 | 19 ottobre   | at Denver Broncos      | S 15–16   | 0–5    | Mile High Stadium               | 52,590   | Recap   |
| 6                 | 26 ottobre   | Washington Redskins    | S 7–23    | 0–6    | Cleveland Municipal Stadium     | 56,702   | Recap   |
| 7                 | 2 novembre   | at Baltimore Colts     | S 7–21    | 0–7    | Municipal Stadium               | 35,235   | Recap   |
| 8                 | 9 novembre   | at Detroit Lions       | S 10–21   | 0–8    | Pontiac Metropolitan Stadium    | 75,283   | Recap   |
| 9                 | 16 novembre  | at Oakland Raiders     | S 17–38   | 0–9    | Oakland–Alameda County Coliseum | 50,461   | Recap   |
| 10                | 23 novembre  | Cincinnati Bengals     | V 35–23   | 1–9    | Cleveland Municipal Stadium     | 56,427   | Recap   |
| 11                | 30 novembre  | New Orleans Saints     | V 17–16   | 2–9    | Cleveland Municipal Stadium     | 44,753   | Recap   |
| 12                | 7 dicembre   | at Pittsburgh Steelers | S 17–31   | 2–10   | Three Rivers Stadium            | 47,962   | Recap   |
| 13                | 14 dicembre  | Kansas City Chiefs     | V 40–14   | 3–10   | Cleveland Municipal Stadium     | 44,368   | Recap   |
| 14                | 21 dicembre  | at Houston Oilers      | S 10–21   | 3–11   | Houston Astrodome               | 43,770   | Recap   |

Note: gli avversari della propria division sono in grassetto.

## Classifiche
| AFC Central            |    |    |   |      |      |      |     |     |     |
|                        | V  | S  | P | %    | CONF | DIV  | PF  | PS  | STR |
| Pittsburgh Steelers(1) | 12 | 2  | 0 | .857 | 6–0  | 10–1 | 373 | 162 | S1  |
| Cincinnati Bengals(4)  | 11 | 3  | 0 | .786 | 3–3  | 8–3  | 340 | 246 | V1  |
| Houston Oilers         | 10 | 4  | 0 | .714 | 2–4  | 7–4  | 293 | 226 | V3  |
| Cleveland Browns       | 3  | 11 | 0 | .214 | 1–5  | 2–8  | 218 | 372 | S1  |